# IFK Rättvik
IFK Rättvik är en idrottsklubb i Rättvik i Sverige. Klubben bildades den 16 februari 1906, och upptogs 1908 som en fullvärdig IFK-förening.

## Sektioner
- bandy, se vidare IFK Rättvik Bandy
- fotboll, se vidare IFK Rättvik Fotboll
- handboll, se vidare IFK Rättvik Handboll